# Громшин
Громшин (болг. Громшин) — село в Болгарии. Находится в Монтанской области, входит в общину Бойчиновци. Население составляет 834 человека.

## Политическая ситуация
В местном кметстве Громшин, в состав которого входит Громшин, должность кмета (старосты) исполняет Валентин Герасимов Иванов (ОГОСТА,ДВИЖЕНИЕ ЗА ПРАВА И СВОБОДИ) по результатам выборов.
Кмет (мэр) общины Бойчиновци — Славей Иванов Костодинов (Граждане за европейское развитие Болгарии (ГЕРБ)) по результатам выборов.